# مسجد القرطاس (بصره)
مسجد القرطاس یکی از مساجد قدیمی عراق است که در دوران امپراتوری عثمانی ساخته شده‌است و در محله الکوت در منطقه الزبیر در استان بصره و در نزدیکی مسجد زبیر بن عوام توسط (شیخ عیسی بن راشد القرطاس) در سال ۱۳۰۰ هجری قمری/۱۸۸۲م ساخته شد. در سال‌های بعد ساختمان مدرسه ای به آن متصل شد که بارها توسط خاندان القرطاس مرمت گردید .(آخرین مرمت آن در سال ۱۳۹۰ هجری قمری / ۱۹۷۰م بوده‌است)